# Hydropsalis climacocerca
El chotacabras de escalera, chotacabras coliescalera, chotacabras de cola escalera, dormilón coludo blanco, aguaitacamino grisáceo,  o guardacaminos rabilargo (Hydropsalis climacocerca) es una especie de ave de la familia Caprimulgidae que vive en Sudamérica. 

## Distribución y hábitat
Se encuentra en Bolivia, Brasil, Colombia, Ecuador, la Guayana francesa, Guyana, Perú, Venezuela y Surinam.
Sus hábitats se encuentran ligados a los medios acuáticos principalmente en la cuenca baja del Amazonas y el Orinoco.

## Descripción
Como la mayoría de los chotacabras su plumaje es de tonos pardo grisáceos en las partes superiores de su cuerpo, lo que le permite camuflarse. Tiene grandes ojos y una gran boca para poder cazar insectos al vuelo. Debe su nombre al diseño de las plumas de su larga cola que semeja los travesaños de una escalera de mano.